# Запис Стевановића храст (Плажане)
Запис Стевановића храст (Плажане) се налази на парцели чији је власник Стевановић Живота.

## Локација
| Општина             | Деспотовац                                                                  |
| Катастарска општина | Плажане                                                                     |
| Потес               | Подрумиште                                                                  |
| Координате          | 44° 08′ 32″ С; 21° 25′ 16″ И / 44.142200000000003° С; 21.420999999999999° И |
| Надморска висина    | 230m                                                                        |

## Карактеристике
Дендрометријске вредности утврђене на терену и сателитским снимцима:
| Стабло                     | Храст |
| Висина стабла              | m     |
| Обим дебла                 | m     |
| Пречник крошње             | 28m   |
| Пречник дебла              | m     |
| Висина дебла до прве гране | m     |

## База записа
Запис је у оквиру Викимедија пројекта "Запис - Свето дрво" заведен под редним бројем 0441.